# عين السخونة
عين السخونة، بلدية بدائرة الحساسنة ولاية سعيدة الجزائرية
تحدها شمالا بلدية سيدي أحمد وشرقا بلدية مولاي لعربي وغربا بلدية عين سلطان وهي بلدية تعدادها السكاني حوالي 24000 نسمة يمارس الزراعة كمصدر أساسي 
يعتمد كثير من سكانها الرعي والزراعة، فيها حمام معدني، ومنها علماء أشهرهم الشيخ مختار بن العربي مؤمن الشريف له مؤلفات منها العرف الناشر في شرح ابن عاشر